# پی‌دبلیو-۹
پی‌دبلیو-۹ (به انگلیسی: Boeing_Model_15) یک هواگرد از نوع جنگنده ناونشین ساخت شرکت Boeing است. هواگرد پی‌دبلیو-۹ نخستین پروازش را در ۲ ژوئن ۱۹۲۳ میلادی انجام داد. این هواگرد در سال ۱۹۲۳ میلادی رسماً معرفی گردید. در مجموع، تعداد ۱۵۸ فروند از این هواگرد ساخته شده‌است.